# Rocles (Ardèche)
Rocles – miejscowość i gmina we Francji, w regionie Owernia-Rodan-Alpy, w departamencie Ardèche.
Według danych na rok 1990 gminę zamieszkiwało 177 osób, a gęstość zaludnienia wynosiła 11 osób/km² (wśród 2880 gmin regionu Rodan-Alpy Rocles plasuje się na 1448. miejscu pod względem liczby ludności, natomiast pod względem powierzchni na miejscu 706.).